# چارلز رابینسون (داور)
چارلز رابینسون (انگلیسی: Charles Robinson؛ زادهٔ ۲ ژوئیهٔ ۱۹۶۴) عکاس و کشتی‌گیر کشتی حرفه‌ای اهل ایالات متحده آمریکا است.